# Escut de Benifairó de la Valldigna
L'escut de Benifairó de la Valldigna és un símbol representatiu oficial de Benifairó de la Valldigna, municipi del País Valencià, a la comarca de la Safor. Té el següent blasonament:
| « | D'atzur, un castell [torre] d'or sobre ones d'argent i d'atzur, acompanyat d'una mitja lluna bolcant d'argent i d'una palma d'or en pal. El castell surmontat d'un losange [cairó] d'or amb els quatre pals d'Aragó [de gules]. I el tot timbrat per corona de senyor, de dotze puntes. | » |

La torre sobre les ones recorda l'antiga dependència del poble respecte del Monestir de Santa Maria de la Valldigna, senyors del poble fins al segle xix. Simbolitzava que la jurisdicció d'aquest Monestir arribava dins la mar. Les quatre barres representen la pertinença a l'antiga Corona d'Aragó. La palma és el símbol de Sant Benet Màrtir, patró de la localitat. La mitja lluna recorda l'herència de la presència musulmana, i originalment una llegenda sobre una reina mora que, «víctima d'amors», es llançà des de la finestra d'un castell.

## Història
Des de principis del segle xx, l'Ajuntament ja utilitzava com a símbol propi l'escut del Monestir de Santa Maria de la Valldigna, és a dir, en camper d'atzur la torre d'or sobre ones d'argent i atzur. Durant el règim franquista, l'ajuntament decidí canviar-lo i afegir-ne altres elements per a diferenciar-lo de l'escut del Monestir, que també podien utilitzar altres localitats. L'any 1958, l'Ajuntament aprovava un escut dividit en quatre quarters, d'acord amb la moda d'aquell moment:
| « | Escut quarterat. Al primer quarter, en camp d'or els quatre pals d'Aragó. Al segon, d'argent, una urna que conté el cos de Sant Benet sobre una casulla blanca brodada d'or; sobre ella es troba la palma del martiri i el casc romà que portava el cos de Sant Benet. Al tercer quarter apareix la reina mora llançant-se des del Castell d'Alfàndec. Al quart, la torre sobre les ones del mar. Per timbre una corona amb tres florons i dues perles. | » |

L'any 1959 el Ministeri de la Governació aprovava l'escut oficial segons el dictamen de la Reial Acadèmia de la Història (RAH). En aquest dictamen la RAH suggeria simplificar aquest escut i adequar-lo a les normes heràldiques però l'ajuntament no acceptà aquests suggeriments.
L'ajuntament va utilitzar aquest escut de quatre quarters fins a 1990, quan decidí reforma-lo i adoptar l'escut oficial proposat per la RAH, però canviant el castell per una torre. El nou escut mantenia tota la simbologia de l'anterior però d'una forma més simple i menys caòtica.

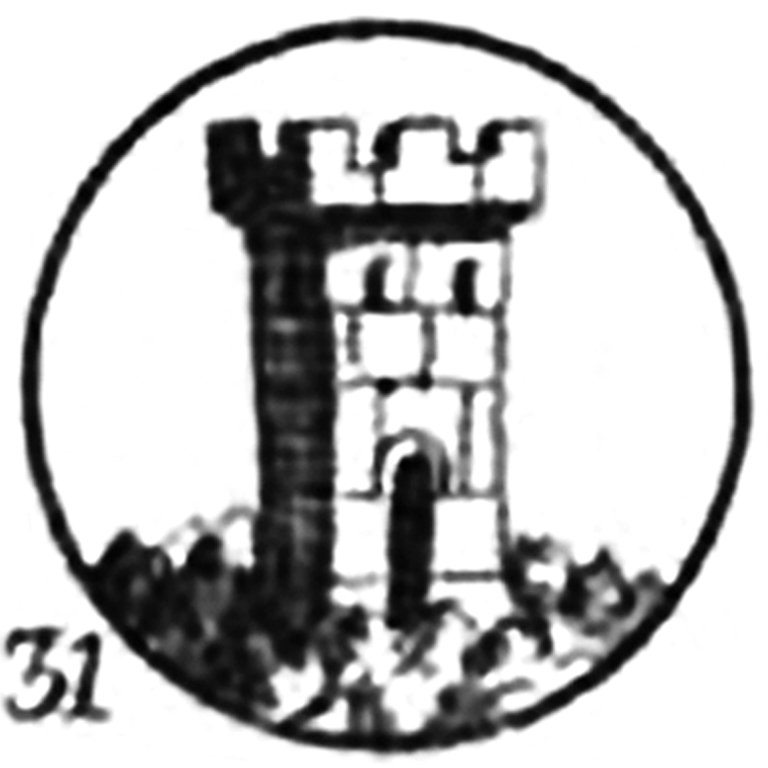
Segons Espinalt, 1784.
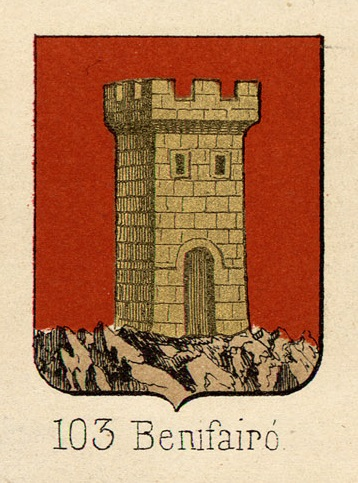
Segons Piferrer, 1860.
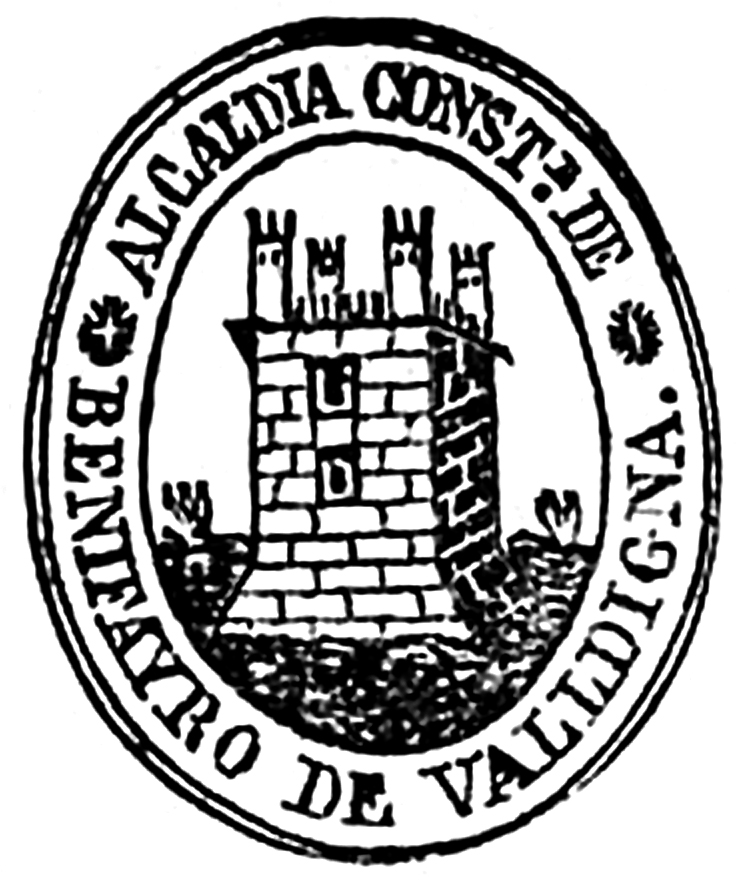
Segell de l'Alcaldia, 1876.
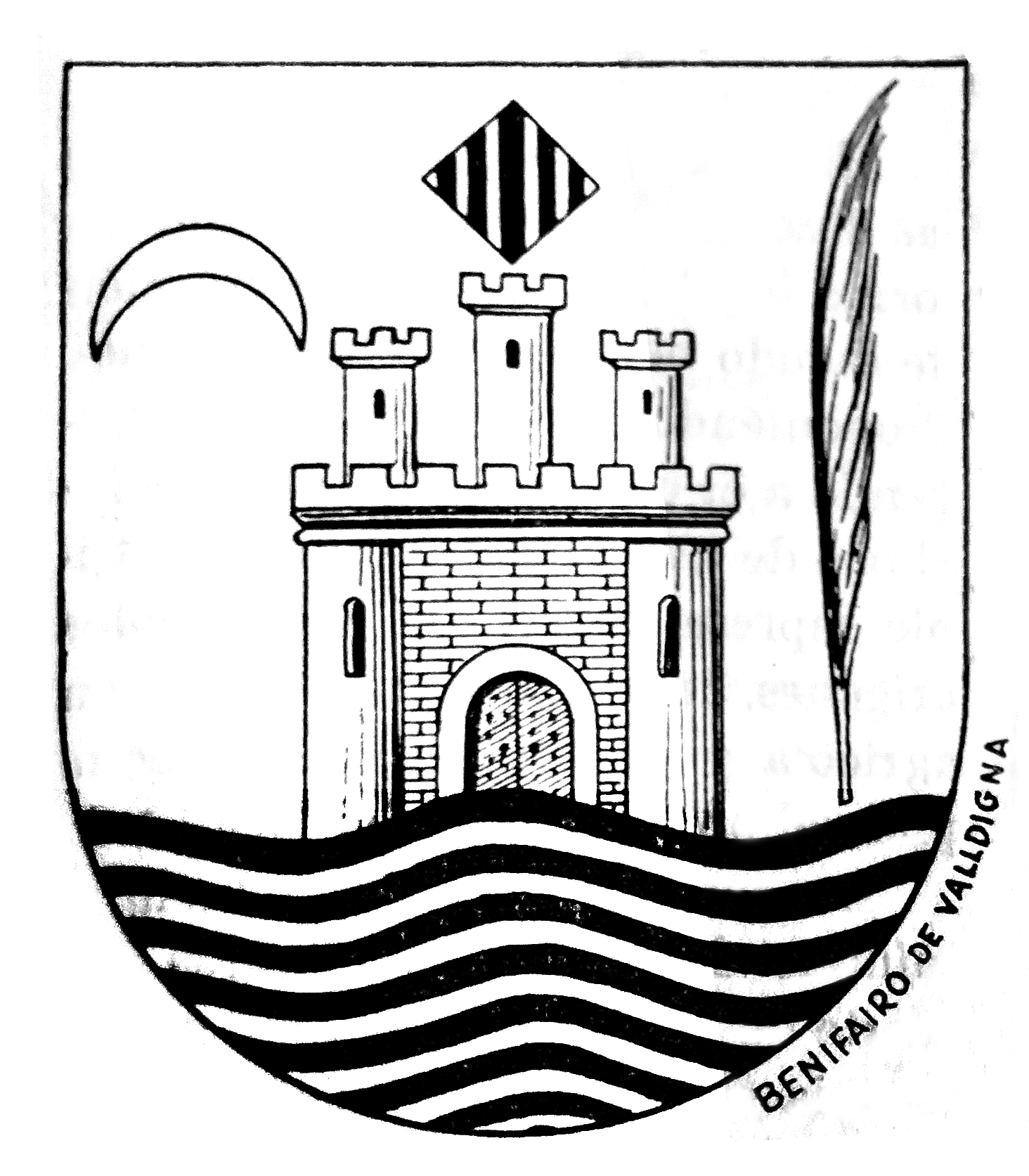
Segons l'informe oficial de Julio Guillén, RAH, 1958.
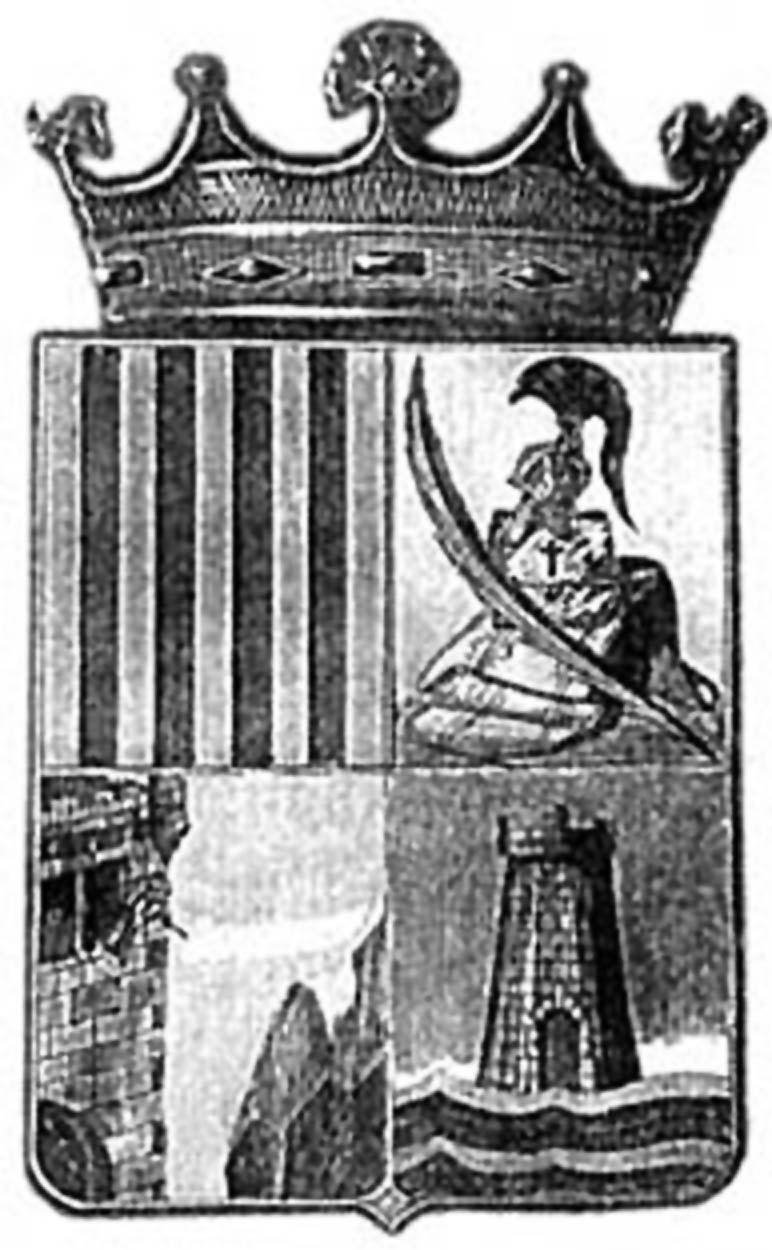
Escut de fet entre 1958 i 1990.
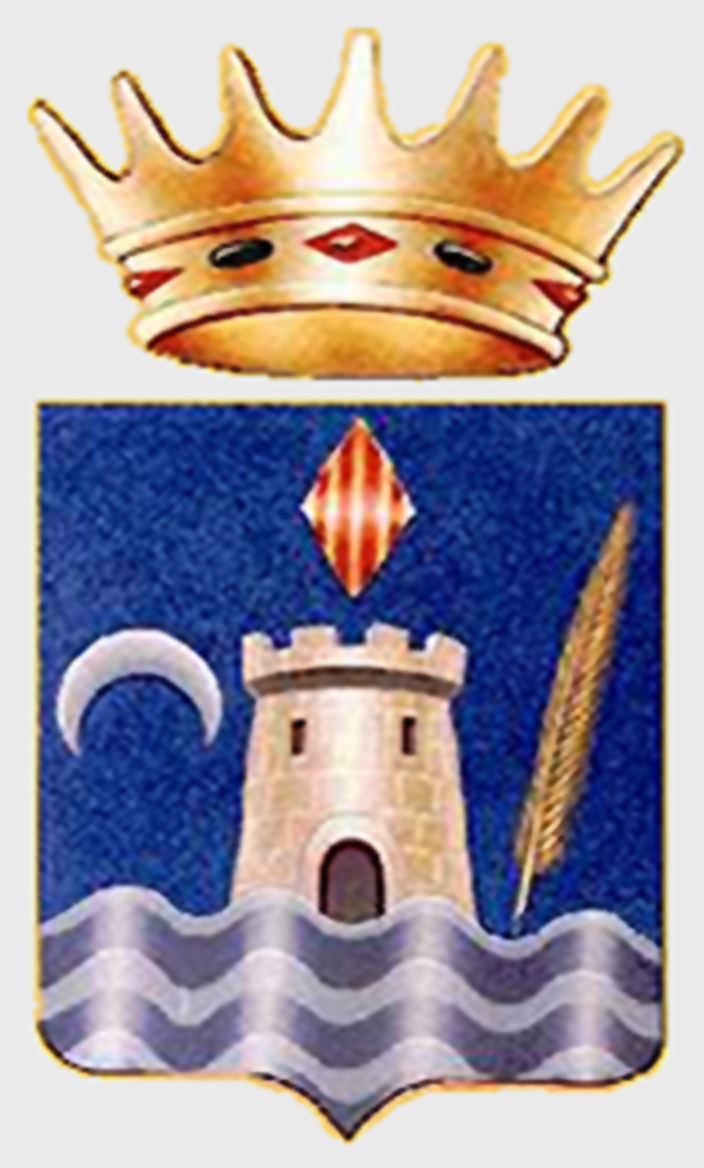
Escut de fet, des de 1990.